# 希宝舎
株式会社希宝舎(きほうしゃ)は、1986年から1990年にかけて活動した日本のアダルトビデオメーカーである。

## 沿革
クリスタル映像の専務だった本間弘一が1986年11月に設立したアダルトビデオメーカー。メインレーベルは「シャリオ」で、初リリースは「小林ひとみのミステリー・クィーン 恋の異星人」（1986年12月1日発売）。ピンク映画出身の監督・阿久津圭（旧名：中山潔）が制作の中心で、中沢慶子、高橋めぐみ、前原祐子、高樹陽子といった当時の人気AV女優をキャスティングし、ストーリー性のある作品を多く手がけた。
1987年には沢城昭彦を監督に迎え「1991」レーベルを始動。当時としては珍しい「くすぐり」をテーマにした「笑体常」シリーズを販売した。その後企画レーベルの「BLACK CAT」、単体レーベルの「POCO A POCO」を始動させたが、1980年代末からのAV不況で販売不振が深刻化。1990年11月には銀行取引停止処分となり倒産した。制作作品数は184本で、1991年半ば以降、多くの作品の裏ビデオが流通した。
なお1990年の一時期存在した「アルバトロスビデオ」も希宝舎が制作に関与したビデオメーカーである。

## 主要レーベル
- シャリオ
- 1991
- BLACK CAT （ブラックキャット）
- POCO A POCO　（ポコアポコ）

関連レーベル
- ALBATROSS　（アルバトロス）